# Benken ZH
| ZH ist das Kürzel für den Kanton Zürich in der Schweiz. Es wird verwendet, um Verwechslungen mit anderen Einträgen des Namens Benken zu vermeiden. |

Benken ist eine politische Gemeinde im Bezirk Andelfingen, dem Weinland des Kantons Zürich in der Schweiz. Sein Mundartname ist Bänke. Der 48 Meter hohe Turm der reformierten Kirche prägt das Ortsbild und genauso den Dorfkern, der seit dem Mittelalter in dieser Form besteht.

Benken ZH, historisches Luftbild von 1919, aufgenommen von Walter Mittelholzer

## Wappen und Fahne
Blasonierung:
Schräggeteilt von Silber und Blau, oben eine blaue Pflugschar, unten ein silbernes Rebmesser mit goldenem Griff

## Geographie
Die Gemeinde liegt im Zürcher Weinland, unmittelbar östlich der deutsch-schweizerischen Grenze (Jestetter Zipfel des Landkreises Waldshut, Baden-Württemberg). Die Lage von Benken am südwestlichen Hang des Cholfirsts ist offen und sonnig, nahe der Rheinschleife bei Rheinau unweit von Schaffhausen.

## Bevölkerung
| Jahr      | 1634 | 1850 | 1878 | 1900 | 1950 | 2000 | 2005 | 2010 | 2015 | 2020 | 2022 |
| --------- | ---- | ---- | ---- | ---- | ---- | ---- | ---- | ---- | ---- | ---- | ---- |
| Einwohner | 256  | 590  | 475  | 547  | 492  | 705  | 742  | 799  | 859  | 851  | 847  |

## Politik
Gemeindepräsident ist seit dem 27. März 2021 Beat Schmid (parteilos, Stand 2023).
Bei der Nationalratswahl 2019 erreichten die Parteien folgende Wähleranteile: SVP 46,65 %, Grüne 12,15 %, SP 10,49 %, FDP 9,83 %, glp 9,33 %, BDP 4,19 %, CVP 2,80 %, EDU 2,56 %, EVP 1,21 % und andere (8) 0,79 %.
Die Wähleranteile bei der Nationalratswahl 2023: SVP 49,12 % (+2,47 %), SP 12,25 % (+1,76 %), FDP 9,30 % (−0,53 %), glp 8,63 % (−0,71 %), Grüne 7,75 % (−4,40 %), Die Mitte 6,76 % (−0,23 %), EDU 2,90 % (+0,34 %), EVP 1,60 % (+0,40 %), andere (12) 1,70 %.

## Wirtschaft
Neben der Landwirtschaft spielte lange Zeit der Torfabbau im Benkenerried eine wichtige Rolle. Ab 1860 begann der Quarzsandabbau, dieser wurde in die aufkommende Glas- und Giesserei Industrie von Bülach und Zürich geliefert.

## Geschichte
Die frühesten Spuren von Besiedlungen sind eine römische Villa und frühalemannische Gräber.
Benken als Pecchinhova wird 858 in einer Schenkungsurkunde an das Kloster Rheinau erstmals urkundlich erwähnt. Im 13. Jahrhundert wird der Ort Benchon genannt. 1540 übernahm Zürich die Herrschaft über Benken. 1560 wurden durch einen Grossbrand 16 Häuser und zwei Scheunen, darunter eine Trotte, zerstört. Durch Holzspenden aus der näheren und weiteren Umgebung konnte das Dorf wieder aufgebaut werden. Aus dieser Zeit dürfte auch das erste Untervogthaus, das sogenannte Schlössli, stammen. Das System der Vogteien wurde mit dem Einfall der Franzosen 1798 aufgelöst.
Die elektrische Beleuchtung wurde im Herbst 1910 eingeführt. Der Strom stammte von der Kraftwerke Beznau-Löntsch AG, die auch Schaffhausen mit Strom versorgte. Zwei Jahre zuvor regte sich in der Region noch aktiver Widerstand gegen den Bau einer Hochspannungsleitung. Bei einem Erdbeben am 16. November 1911 fiel der Strom aus, und einige Kamine erhielten Risse oder stürzten ab.
Im Jahre 1914 wurde die Kirche renoviert; da die Arbeiten schon vor Ausbruch des Ersten Weltkriegs begonnen worden waren, wurde sie trotz dem Krieg fortgesetzt.

## Endlager für radioaktive Abfälle

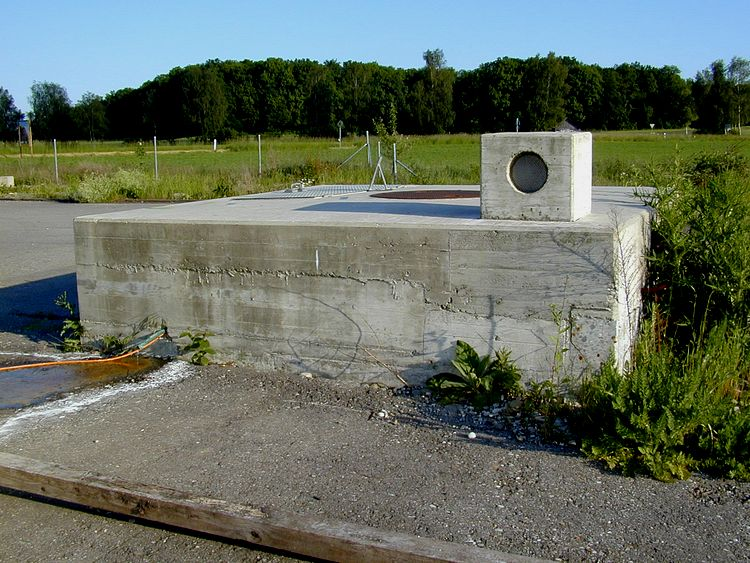
Versiegeltes Bohrloch der NAGRA

In den letzten Jahren ist Benken vor allem durch Überlegungen bekannt geworden, in der dortigen Region eventuell ein Endlager für hochradioaktive und langlebige mittelradioaktive Abfälle zu errichten.
1985 legte die Entsorgungsgesellschaft NAGRA mit dem sogenannten «Projekt Gewähr» eine Studie über die Realisierbarkeit eines Endlagers im Kristallingestein der Nordschweiz vor. Da diese Studie den Nachweis der Realisierbarkeit nicht vollständig erbringen konnte, ordnete die Regierung weitere Untersuchungen an, die auch auf Sediment als Wirtsgestein ausgedehnt werden sollten. Nach einem breiten Auswahlverfahren, in das unter anderem mögliche Standorte in Weiach und Böttstein einbezogen waren, entschied sich die NAGRA im Jahr 1994, die weiteren geologischen Untersuchungen auf das Gestein Opalinuston im Zürcher Weinland zu konzentrieren. Die Ergebnisse einer Tiefbohrung bei Benken und einer seismischen Erhebung der Region bildeten die Grundlage für eine neue Machbarkeitsstudie, die den Behörden im Dezember 2002 übergeben wurde.

## Persönlichkeiten
- Ulrich Meister junior (1838–1917), Förster und Politiker